# マイケル・スミス (化学者)
マイケル・スミス（Michael Smith, 1932年4月26日 - 2000年10月4日）はイギリス生まれのカナダ人化学者。オリゴヌクレオチドによる部位特異的突然変異法の確立とそのタンパク質研究への発展に関する基礎的貢献によって1993年のノーベル化学賞を受賞した。またカナダ勲章、ブリティッシュコロンビア勲章を受勲している。
イングランドのブラックプールで生まれ、1956年にマンチェスター大学で博士号を取得した。バンクーバーのブリティッシュコロンビア大学にあるハー・ゴビンド・コラナの研究室でポスドク時代を過ごし、その後も2000年に亡くなるまでブリティッシュコロンビア大学にいた。
1986年王立協会フェロー選出。1987年、ブリティッシュコロンビア大学バイオテクノロジー研究室の責任者となった。

## 受賞歴・栄誉等
- 1986年 ガードナー国際賞
- 1993年 ノーベル化学賞
- 1994年 カナダ勲章を受勲。
- 2001年 マイケル・スミス健康学研究基金が設立された。
- 2004年 UBCバイオテクノロジー研究所がマイケル・スミス研究所に改称された。
- 2004年 マンチェスター大学に新設された生物科学研究センターの名前がマイケル・スミスビルとなった。